# Jean-Charles Legrand
Pour les articles homonymes, voir Legrand.
Jean-Charles Legrand, né à Paris le 23 décembre 1900 et mort à Lannion le 25 novembre 1982, est un avocat et homme politique français. Il a été un activiste antisémite à la fin des années 1930 et, en tant qu'avocat, a défendu des nationalistes marocains au début des années 1950, au temps du protectorat français.

## Biographie

### Jeunesse et études
Jean-Emmanuel-Marie (dit Jean-Charles) Legrand naît et grandit dans une famille de la grande bourgeoisie parisienne. Son père, Charles-Emmanuel-Venceslas Legrand (1856-1919), industriel spécialisé dans la fabrication de tissus d'ameublement, est président de la chambre de commerce de Paris (1911-1913) et commandeur de la Légion d'honneur. Son oncle, Victor-François-Paul Legrand (1856-1914), censeur de la Banque de France et officier de la Légion d'honneur, a quant à lui présidé le tribunal de commerce de la Seine (1899-1901).
Legrand est licencié ès lettres et diplômé de l’École libre des sciences politiques. Il a Joseph Barthélemy comme enseignant, qui le décrit dans ses mémoires comme « intelligent, éloquent, ambitieux [...] se passionnant pour les grands problèmes ».

### Parcours professionnel et débuts politiques
Jean-Charles devient avocat à la cour d'appel de Paris en 1923. La même année, il est élu 2e secrétaire de la conférence des avocats du barreau de Paris. Parmi les confrères et consœurs qui l'ont choisi figure une jeune avocate à la cour d'appel, Jeanne Rospars, qu'il épouse le 23 décembre 1925.
Après avoir été le collaborateur du cabinet juridique d'Alexandre Millerand, Legrand acquiert une certaine notoriété en défendant en 1929 un tailleur arménien accusé de meurtre, Almazian. Au cours des années 1930, avocat pénaliste, il prononce quelques plaidoiries retentissantes et assure la défense de personnalités telles que l'aviateur René Drouillet (en faveur duquel il se rend à Rome pour s'entretenir avec Benito Mussolini) ou l'ancien député Philibert Besson, et de criminels célèbres tel le pédophile Gabriel Socley. Il plaide dans des affaires médiatisées comme l'affaire Stavisky (il défend l'escroc Gustave Tissier, directeur du Crédit municipal de Bayonne) ou celle liée au meurtre d'Oscar Dufrenne (il défend Paul Laborie, accusé du meurtre et obtient son acquittement),,. Il défend l'aviateur Jean Mermoz, accusé en 1936 en tant que membre de la direction du Parti social français de reconstitution de ligue dissoute et de provocation à l'attroupement, ce qui lui vaut d'être qualifié par le quotidien des socialistes, Le Populaire, d'avocat « toujours à l'affût des procès publicitaires » et de « fasciste ».
En juin 1937, le procureur de la République de Valence, Jean Verne, critique sévèrement les méthodes de l'avocat, qui lui envoie en retour ses témoins. Dans ce conflit qui l'oppose à un magistrat, Legrand est désavoué par le conseil de l'ordre des avocats du barreau de Paris, qui le frappe d'un an de suspension dès le mois suivant. Selon Joseph Barthélemy, ce qui était surtout reproché à Legrand, c'était ses méthodes, « c'était d'accepter des provisions, de faire plaider par un jeune confrère, et de ne rendre jamais ni le tout ni partie » de ces provisions. À 36 ans, Legrand décide en tout cas d'adresser publiquement sa démission au bâtonnier, mais le conseil refuse celle-ci avant de le radier finalement du barreau en janvier 1938. Ainsi empêché de plaider, il continue cependant à travailler dans son cabinet en devenant le secrétaire de son épouse. Cette disgrâce professionnelle accompagne sa radicalisation politique.
Politiquement, Jean-Charles Legrand milite tout d’abord au centre droit, au sein de l'Alliance démocratique (AD), parti présidé depuis 1933 par son confrère et ami Pierre-Étienne Flandin. Ce dernier, qui avait été l'un des témoins de Legrand lors de son mariage (et qui le sera à nouveau lors de la demande de réparations à Verne), avait attaché son confrère à son cabinet ministériel en 1929, en tant que chargé de mission. Legrand n'occupa toutefois pas cette fonction et fut très rapidement remplacé,. Membre de la commission de propagande puis du comité directeur de l'AD, Legrand est désigné en novembre 1937 pour succéder à Gaston Morancé, vice-président de l'AD, à la tête des Jeunesses républicaines,, qui constituent à la fois le mouvement de jeunesse et, selon lui, « l'aile gauche de l'AD ». Après avoir accepté ce poste afin d'être « l'avocat de la jeunesse », il en démissionne, ainsi que de l'AD, dès le mois suivant afin de se consacrer au nouveau mouvement qu'il vient de fonder, le Front de la jeunesse.

### Front de la jeunesse (1937-1939)

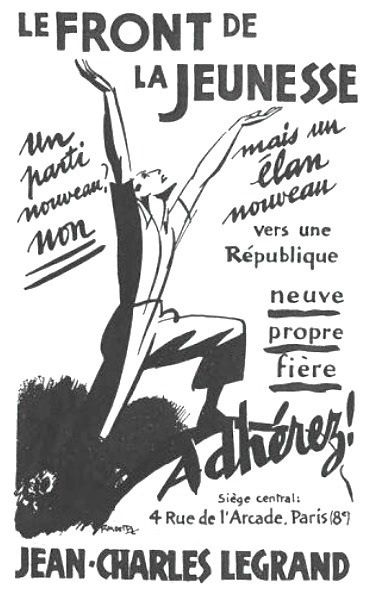
Affichette du Front de la jeunesse (vers 1938).

Legrand fonde le Front de la jeunesse pour une France neuve (FJ), à Paris en novembre 1937,,,. Le FJ tient sa première réunion le 23 novembre, au cours d'un banquet qui réunit plusieurs centaines de personnes, dont des amis de Legrand, des journalistes, des avocats et quelques parlementaires comme Jean-Louis Tixier-Vignancour, qui est aussi avocat. C'est une petite formation politique ouverte aux jeunes hommes et femmes de vingt à quarante ans ; elle valorise surtout les jeunes hommes et la virilité cependant,. À la tête du mouvement, l'ex-avocat préconise la création d'un ministère de la Jeunesse, le recours au référendum,, mais aussi l'instauration d'une « République d'ordre et d'autorité », d'esprit technocratique et antiparlementaire, ainsi que l'application d'un programme social de sensibilité corporatiste - d'où la thématique du « national-syndicalisme », ce qui situe le FJ à l'extrême droite de l'échiquier politique. Le FJ développe un programme antiparlementaire et xénophobe. Il prône un « comité de Salut public » pour garantir la « France aux Français ».
En mars 1938, après avoir prôné un « Front des Français » en dehors des partis et contre eux, Legrand appelle en vain deux d'entre eux, le PPF de Jacques Doriot et le PSF du colonel de La Rocque, à s'associer au FJ, à la Confédération des classes moyennes et à la Confédération des anciens combattants, pour constituer un « Bloc français » dans le sillage du Front de la liberté.
Dans son journal hebdomadaire Le Défi (lancé en janvier 1938 et qu'il a nommé comme son voilier) ou à l'occasion de meetings, Legrand reprend le slogan de « la France aux Français » et s'en prend de plus en plus aux Juifs à partir de mars 1938. Il épargne d'abord les Juifs français puis se radicalise très vite et attaque violemment Léon Blum, à nouveau président du conseil à cette date,,. Cet antisémitisme virulent provoque des heurts avec les militants juifs de la LICA dès mars 1938, et vaut au tribun des FJ et à son délégué à la propagande, Jacques Dursort, d'être violemment agressés par des membres de la LICA en avril 1938,,. Le mois précédent déjà, la préfecture de police avait fait interdire plusieurs réunions publiques du FJ. La LICA fait pression pour faire interdire ces réunions. En septembre 1938, Le Défi est saisi sur l'instruction du ministre de l'intérieur Albert Sarraut, à la demande de la LICA,. Avec Jean Boissel, autre dirigeant d'un groupuscule antisémite, Legrand est l'un de ceux à l'extrême droite qui attaquent le plus Bernard Lecache, le dirigeant de la LICA. Le périodique de la LICA, Le Droit de vivre, surnomme Legrand « Jean-Coco Legrand ». Ce périodique signale et s'étonne que Legrand loue un Juif (Jacques Helbronner) en 1939, ce qui l'amène à conclure que « l'antisémitisme forcené du Jean-Charles est une foutaise de première grandeur et que ses louanges à des Juifs sentent assez mauvais ».
Malgré l'interdiction de plusieurs réunions, prises par le préfet de police, des préfets ou des maires, comme à Lille en février 1939, Legrand a pu prendre la parole à Paris et en province. Les effectifs du FJ sont réduits, l'organisation dispose de quelques rares sections en province, comme à Lyon et surtout en Alsace, où le député Oberkirch les accuse de compter, aux côtés des militants agrariens de Joseph Bilger, parmi les principaux responsables d'une agitation antisémite pro-nazie. Legrand entend profiter des consignes hostiles à l'antisémitisme du chef du PSF, La Rocque, pour attirer les membres alsaciens antisémites de ce parti,.
L'insigne de ses adhérents représente un coq. Contrairement aux autres organisations fascistes ou fascisantes françaises qui choisissent souvent la couleur bleue pour l'uniforme de leurs militants, ceux du FJ portent une chemise rouge,. Legrand porte lui-même une chemise rouge avec en blanc les lettres FJ et un coq lors des réunions.
Legrand a dû faire face à des départs de cadres au sein de son groupuscule, comme celui de Dursort ou d'autres, en 1938 et en 1939.
En juillet 1939, les autorités suspectent Legrand ainsi qu'un autre activiste raciste, Darquier de Pellepoix, directeur de La France enchaînée, de « propagande pour le compte de l'étranger ». Une information judiciaire est ouverte contre l'organisation de Legrand et contre d'autres journaux et organisations antisémites, conduisant à des perquisitions.

### Collaboration et relations avec le régime de Vichy
Officier de réserve, le lieutenant Legrand commande une batterie antichars au début de la Seconde Guerre mondiale. Le 15 mai 1940, il est blessé et capturé par les Allemands lors de la bataille de la Meuse. Transféré à l'Oflag IV-D en Silésie, il est libéré de ce camp pour raison de santé dès le mois de décembre, à la demande des Allemands selon certaines sources. Il rapporte avec lui un manifeste maréchaliste qu'il a fait signer à plus de 400 autres prisonniers. De retour à Paris, il y fait paraître un recueil d'articles tirés du Défi intitulé Paroles vivantes, publié en 1941, et signe la même année quelques articles dans le journal collaborationniste Paris-Soir. Il y publie d'abord le compte rendu du procès à Caen de gardiens de prison, accusés d'avoir commis en 1940 des actes violents sur des prisonniers, notamment le Belge Léon Degrelle, et jugés par des Allemands. Et ensuite quelques billets d'humeur dans lesquels il exprime son mépris envers « les juifs et les politiciens de 1939 », qu'il désigne comme les responsables de la défaite, ainsi qu'envers les Français veules et malpropres, tout en se montrant critique envers les délateurs et la Révolution nationale dans la mesure où elle ne met pas fin aux inégalités sociales.
Les idées politiques de Legrand, favorables au maréchal Pétain, et son amitié avec Pierre Laval, l'amènent à se rapprocher du régime de Vichy, qui le nomme en 1942 chargé de mission au ministère de l'Information en lui donnant pour rôle de représenter celui-ci auprès des organismes de radiodiffusion de la zone occupée.
En avril 1943, il obtient également de Laval sa réintégration de plein droit au tableau des avocats à la cour d'appel. Le nouveau ministre de la Justice, Maurice Gabolde, prend un décret amnistiant Legrand pour les faits qui avaient abouti aux sanctions disciplinaires prises par le Conseil de l’Ordre et prononçant sa réintégration au barreau de Paris. Mais le conseil de l'ordre refuse d'appliquer le décret, afin surtout de s'affirmer face au régime de Vichy. Legrand finit par informer le bâtonnier en novembre 1943 qu’il retire sa demande de réinscription,. Legrand doit par conséquent s'inscrire à un autre barreau, en l'occurrence celui de Morlaix où il a un domicile avant de pouvoir reprendre son activité d'avocat en 1944.
Lors de la libération de Paris en août 1944, Legrand est arrêté par son concierge et conduit à la mairie du XVIe arrondissement. En tant que collaborateur, il est incarcéré au camp de Drancy avec son épouse puis à Fresnes et figure sur la liste des « écrivains indésirables » dressée par le Comité national des écrivains.

### Avocat au Maroc puis à Paris
À la Libération, une ordonnance en date du 29 décembre 1944 affirme la nullité du décret du 10 avril 1943 amnistiant Jean-Charles Legrand,. Il retrouve son métier d'avocat en s'inscrivant en 1948 au barreau de Casablanca, au Maroc, qui est alors un protectorat français. Il adhère comme deux autres Français résidant au Maroc à l'association France-Maghreb, constituée à Paris en 1953 par des personnalités comme Charles-André Julien qui réclament le respect des droits des individus et une politique française nouvelle en Afrique du Nord. Jean-Charles Legrand défend des nationalistes marocains accusés de mener des activités terroristes avant l'indépendance du Maroc. Il a plaidé notamment devant les tribunaux militaires du protectorat pour des Marocains poursuivis pour assassinat, vol, atteinte à la sécurité intérieure ou extérieure de l'État. Il critique la justice militaire française et notamment une disposition du code militaire qui permet d'interdire dans la presse le compte rendu des débats : 

« Des peines de mort ont été présentées sans que les conditions des interrogatoires de police, les modes d'établissement de procès-verbaux, les circonstances des aveux allégués, les variations, le silence ou l'absence des témoins, et tout ce que la défense a le devoir de révéler pour remplir sa mission, eussent été connus par d'autres que par un public réduit, choisi, filtré, surveillé, en un mot un public d'élite...Telle fut, à la fin de son règne, la justice militaire française au Maroc. »

Il se rend à Paris en décembre 1954 pour alerter des personnalités politiques et d'autres personnalités,.
Cela provoque contre lui un vif mécontentement de la part d'Européens installés au Maroc. Certains s'en prennent à lui, en 1954 à Oujda où son hôtel est assiégé car il a défendu des émeutiers marocains en août 1953, ou à Casablanca en 1955. À la suite d'un attentat dans cette ville faisant 7 morts et de nombreux blessés, le 14 juillet 1955, des Européens l'attaquent à son domicile. Il se défend, et, armé d'un revolver, tue un Espagnol et blesse un jeune Français,,,,. Arrêté, il est mis en liberté provisoire et est expulsé du Maroc quelques jours plus tard par le résident général de France au Maroc Gilbert Grandval, « aussi bien pour sa propre sécurité que comme mesure d'apaisement »,,. Il cherche à se faire réinscrire au barreau parisien et bénéficie d'un non-lieu pour la mort du manifestant espagnol qu'il a tué. Il retourne en 1956 au Maroc  où il est conseiller au ministère de la Justice à Rabat de 1957 à 1960, après l'indépendance obtenue en 1956.
En France, il attaque en justice le conseil de l'Ordre des avocats du barreau de Paris mais la cour de Paris confirme en 1956 la décision implicite du conseil de l'ordre, qui avait omis de répondre à sa demande d'inscription. La chambre civile de la Cour de cassation rejette en 1958 le pourvoi formé contre l'arrêt de 1956. Legrand parvient cependant à être réinscrit au barreau de Paris, en février 1965. Il donne sa démission le 31 décembre 1975,.

## Publications
- Jean-Charles Legrand, Paroles vivantes, Paris, Baudinière, 1941, 277 p.
- Ibid., Justice, patrie de l'homme : défenses devant les tribunaux militaires du Protectorat, 1953-1955, Casablanca, 477 p.